# クヌート・ヴィクセル
ユーハン・グスタフ・クヌート・ヴィクセル（Johan Gustaf Knut Wicksell、1851年12月20日 - 1926年5月3日）は、スウェーデンの経済学者。スウェーデン学派の祖。

## 生涯

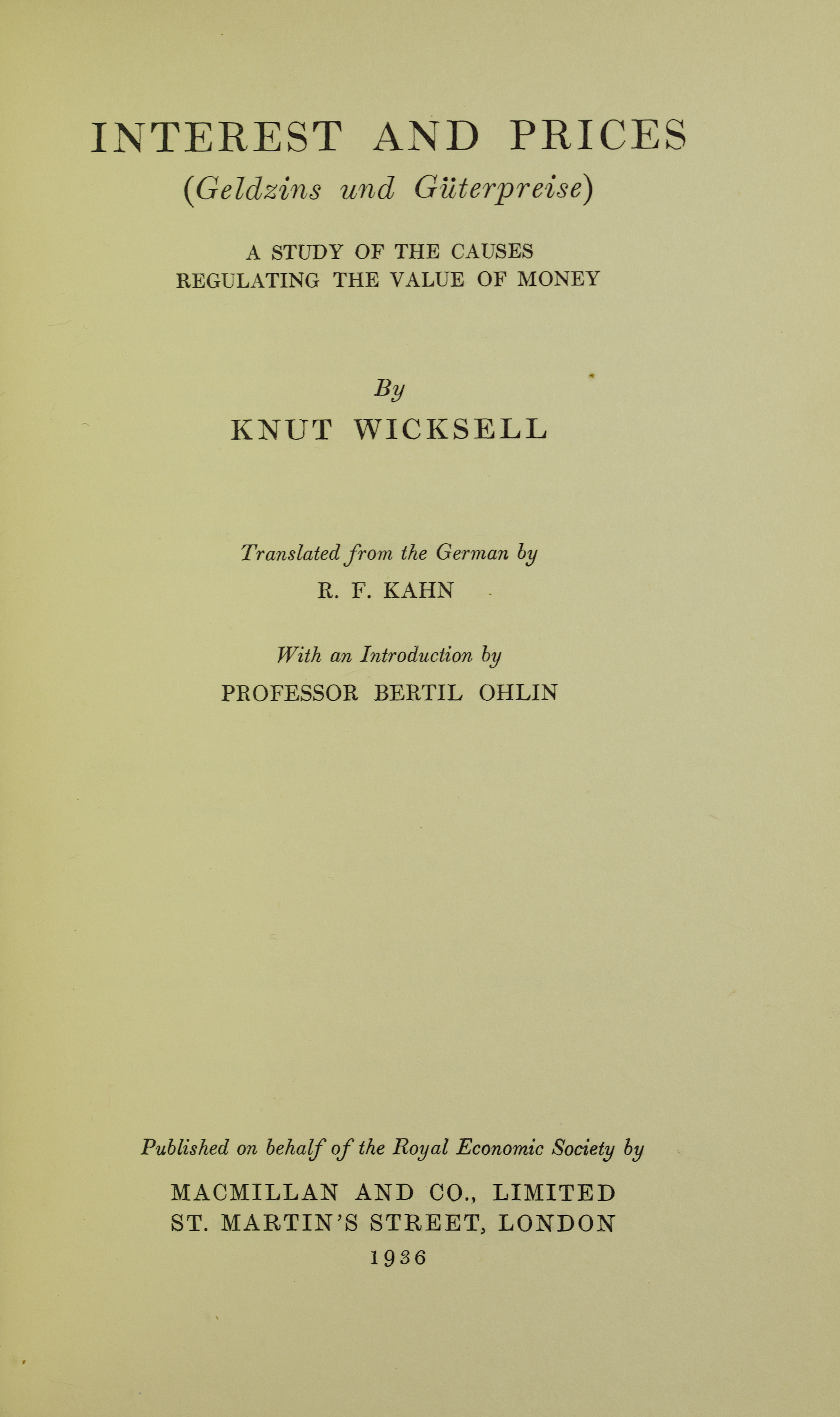
Geldzins und Güterpreise, 1936

ヴィクセルは、1851年、スウェーデンのストックホルムで生まれた。彼の父親はかなり成功した実業家であり、不動産の仲買人だった。彼はかなり若い年齢で両親を失った。-- 母親は彼がまだ6歳の時に死去し、父親は彼が15歳の時に死去した。孤児となった彼が1869年にウプサラ大学へ入学し、数学と物理学を学ぶことができたのは、父親の残した相当の財産による。彼は学位を2年で得たが大学院での研究を続け、1885年に数学の博士号を取った。1887年にヴィクセルはヨーロッパ大陸で研究するための奨学金を受け、ウィーンで経済学者のカール・メンガーによる講義を聴いた。その後34歳の頃から彼の興味は社会科学、とりわけ経済学へと移り始めた。
ウプサラの講師の頃、ヴィクセルは労働に関する彼の見解によって、注目を集めた。ある講義で彼は、疎外、堕落、貧困をもたらすとして、飲酒と売春を非難した。彼は時々社会学者と見なされるが、上記の問題の対する彼の解決策は、産児制限を擁護した点で明らかにマルサス主義者であり、その理論を彼は生涯擁護しようとした。彼は激しい意見で注目を集めたが、1893年に出版された、経済学における彼の最初の著作である『価値、資本および地代』（"Über Wert, Kapital und Rente"）は全く注目されなかった。1896年に、彼は『国家財政に関する理論の研究』（英題"Studies in the theory of Public Finance"）を出版し、限界効用理論の着想を累進課税、公共財、およびその他の公共政策の情勢に対して適用し、必読の参考書としての地位をかちえた。
ヴィクセルは、自分の不安定な地位と出版物では自分の家族を養っていくことが困難であろうとは知りながらも、1887年にアンナ・ブッゲ（Anna Bugge）を内縁の妻とした。その頃スウェーデンでは、経済学は法律学校の一部として教えられており、ヴィクセルは法律学の学位を取るまで教授としての地位を得ることができなかった。彼はウプサラ大学へ戻ると4年の法律学の学位を2年で完了し、引き続き1899年にその大学の準教授となった。翌年、彼はルンド大学の正教授となり、その大学で、彼が最も影響を及ぼした仕事のために努力することとなる。
無原罪懐胎を風刺した1908年の講義の後、ヴィクセルは禁錮2ヶ月の刑を受けた。8年後の1916年、ヴィクセルはルント大学の職を辞し、ストックホルムで金融と銀行問題について政府に助言する地位に就いた。ストックホルムでヴィクセルはベルティル・オリーンやグンナー・ミュルダールのような、「ストックホルム学派」と呼ばれる後の偉大な経済学者達を支持した。彼はまた、後に国際連合事務総長となるダグ・ハマーショルドを教えた。
ヴィクセルは1926年、利子理論についての最後の著作を書いている間に死去した。彼の公共政策の要素は、限定的福祉国家（limited welfare state）の構想とともに、スウェーデン政府にとっては強く印象づけられた。ヴィクセルの経済学に対する貢献は、マーク・ブローグなど数人の経済学者により、近代マクロ経済学についての基本原理と評された。

## 理論的貢献
ヴィクセルはレオン・ワルラス（ローザンヌ学派）、オイゲン・フォン・ベーム＝バヴェルク（オーストリア学派）、そしてデヴィッド・リカードに夢中になり、経済の3つの理論的構想の統合を模索した。統合的な経済理論の構築に関するヴィクセルの研究は、彼に「経済学者の経済学者」としての名声をもたらした。例えば、「生産要素への支払は、それらの限界生産力に等しい」という限界生産力理論はジョン・ベイツ・クラークのような他の経済学者によって展開されたが、ヴィクセルは遥かに単純でより堅牢な原理の論証を示した。その理論についての現在の概念の多くはヴィクセルのモデルから発生している。
リカードの所得分布の研究から拡張してヴィクセルは、全く制限の無い経済であったとしても、ヴィクセルの前任者の多くが予言したように富が均等配分されるようには運命づけられていないと結論づけた。その代わりにヴィクセルは、成長によって生じた富は、最初に富を持っていた者に配分されるだろうと予言した。これにより、そして限界効用理論により、ヴィクセルは、国民福祉を改善するために政府が介入する余地を守った。
ヴィクセルが最も影響を及ぼした貢献は、彼の1898年の著作である『利子と物価』（"Geldzins und Güterpreise"）の中で発表された、彼の利子理論である。彼は自然利子率と貨幣利子率との間に重要な区別をつけた。ヴィクセルの貨幣利子率は単に資本市場に見られる利子率であった。自然利子率は実物市場の物価に対して中立的な利子率であり、より正確には、あたかも資本市場が必要とされないかのように、実物市場の需要と供給が均衡する利子率である。これは、自然利子率が市場相場より高いときに好況が発生する、と理論づけたオーストリア学派の理論に繋がるものだった。
この「累積過程」と呼ばれる貢献は、自然利子率が市場相場と等しくないとき、投資需要と貯蓄量が等しくならない、ということを意味するものだった。市場相場が自然利子率を下回るとき、経済の膨張が生じ、他の事情が変わらなければ、物価は上昇するだろう、というものである。
この着想は、中央銀行政策に基いた景気循環の理論を形成するために、オーストリア学派によって拡張されることになった。経済の貨幣水準の変更は、何らかの方法で自然利子率に関連している為替相場を遷移させ、そして経済成長の変化を引き起こす。累積過程は、ジョン・メイナード・ケインズの『雇用、利子、および貨幣の一般理論』が現れるまで、景気循環の主導的理論だった。ヴィクセルの理論は、経済成長と景気後退に関するケインズの着想と、同じく景気循環に関するヨーゼフ・シュンペーターの「創造的破壊」理論に強い影響を及ぼすことになった。
ヴィクセルの主要な知的ライバルは、経済はほとんど専ら長期価格の上に安定する、という貨幣数量説のより簡潔な説明を支持したアメリカの経済学者アーヴィング・フィッシャーだった。ヴィクセルの理論はこれに比べると、実体経済における変化の体系の中の利子率に始まる、かなり複雑なものだった。二人の経済学者は共に自分の理論から、景気循環（そして経済恐慌）の本質は政府の金融政策であると結論づけたが、彼等の間の意見の不一致は生涯解決されなかった。そして実際、半世紀の後に、ケインジアンとマネタリストとの間で政策論争が受け継がれた。